# 羅賓斯軟泥鰻
羅賓斯軟泥鰻為輻鰭魚綱鰻鱺目通鰓鰻科的其中一種，發現於中西太平洋的菲律賓外海海域，為深海魚類，棲息深度可達4800公尺，體長可達34.8公分，生活在大陸坡。

## 擴展閱讀
維基物種上的相關：羅賓斯軟泥鰻